# Anton Henne
Pour les articles homonymes, voir Henne.
Josef Anton Henne (dit Anton Henne, né le 22 juillet 1798 à Sargans, décédé le 22 novembre 1870 à Wolfhalden, Appenzell) est un historien et homme politique suisse actif pendant la phase de formation de l'État suisse moderne.

## Biographie
Les grands-parents paternels de Henne immigrent à Sargans d'Allgäu, en Bavière. Il entre dans l'abbaye de Pfävers à l'âge de 12 ans et devient novice à 17 ans, mais après une période d'incertitude, il quitte le monastère le 22 juillet 1817. Il poursuit ses études à Lucerne et aux universités de Heidelberg et de Fribourg. En 1826, il devient conservateur de la bibliothèque de l'abbaye de Saint-Gall. En 1828, il publie le premier volume d'une Histoire populaire de la Suisse (couvrant la période allant jusqu'à 1400). Son objectif est de présenter une contre-position à l'historiographie de Heinrich Zschokke. Un échange ouvert entre Zschokke et Henne a lieu en 1830, après que Zschokke ait publié dans sa revue Schweizerboten une critique accablante de l'hebdomadaire Der Freimüthige édité par Henne de 1830 à 1838.
Henne est politiquement actif dans les années de formation du canton de Saint-Gall, faisant la médiation entre ceux qui demandent une démocratie directe pure et ceux qui sont en faveur d'une démocratie représentative pure, introduisant le compromis du référendum facultatif. Henne est président du conseil de l'éducation catholique à partir de 1833, poste auquel il fonde la revue Der Gärtner.
Les deuxième et troisième volumes de son Histoire de la Suisse paraissent en 1834 et 1835. En 1834, Henne prit le poste de professeur d'histoire et de géographie dans un nouveau lycée catholique organisé selon ses idéaux par le canton de Saint-Gall . Au cours des années suivantes, il étudie l'histoire des débuts, publiant un traité spéculatif sur le sujet en 1837. Les tensions avec les autorités politiques catholiques s'intensifient en 1841 et Henne perd son poste à l'école cantonale. Il prend ensuite le poste de professeur d'histoire à l'Université de Berne nouvellement fondée, où il reste jusqu'en 1855. Il publie deux volumes d'une histoire mondiale planifiée en neuf volumes en 1845. De retour à Saint-Gall, il travaille comme bibliothécaire dans la bibliothèque de l'abbaye jusqu'en 1861.
Henne se retire en juin 1870 à Haslen à Appenzell, où il meurt en novembre de la même année.